# Matt Clark (Les Feux de l'amour)
Pour les articles homonymes, voir Matt Clark et Clark.
Matt Clark est un personnage de fiction du feuilleton télévisé Les Feux de l'amour, décédé en 2001, il s'est suicidé en se débranchant du respirateur artificiel dans le but de faire accuser Nicholas Newman. Il a été interprété par Eddie Cibrian de 1994 à 1996, Russell Lawrence en 2000, Rick Hearst en 2000 et 2001.